# Opisthoxia monanaria
Opisthoxia monanaria là một loài bướm đêm trong họ Geometridae.